# ZAG Arena
ZAG Arena (voorheen TUI Arena en Preussag Arena ) is een arena in Hannover, Duitsland . De arena werd geopend in 2000 en heeft een capaciteit van 10.767, tijdens hockey- of handbalwedstrijden en tot 14.000 mensen, tijdens concerten. Het is de grootste overdekte locatie in de regio Hannover en de meeste grote concerten worden daar gehouden. De arena bevindt zich op het expoplein op het terrein van Expo 2000, in het zuiden van Hannover. 

## Achtergrond
De arena wordt voornamelijk gebruikt voor ijshockey en was de thuisarena van de Hannover Scorpions . Nadat de Scorpions hun DEL -License in 2013 aan de Schwenninger Wild Wings hadden verkocht, werd de licentieovereenkomst voor de arena niet verlengd en verlieten de Scorpions de arena permanent. Sindsdien maakt geen enkele ploeg regelmatig gebruik van de arena. 

## Galerij

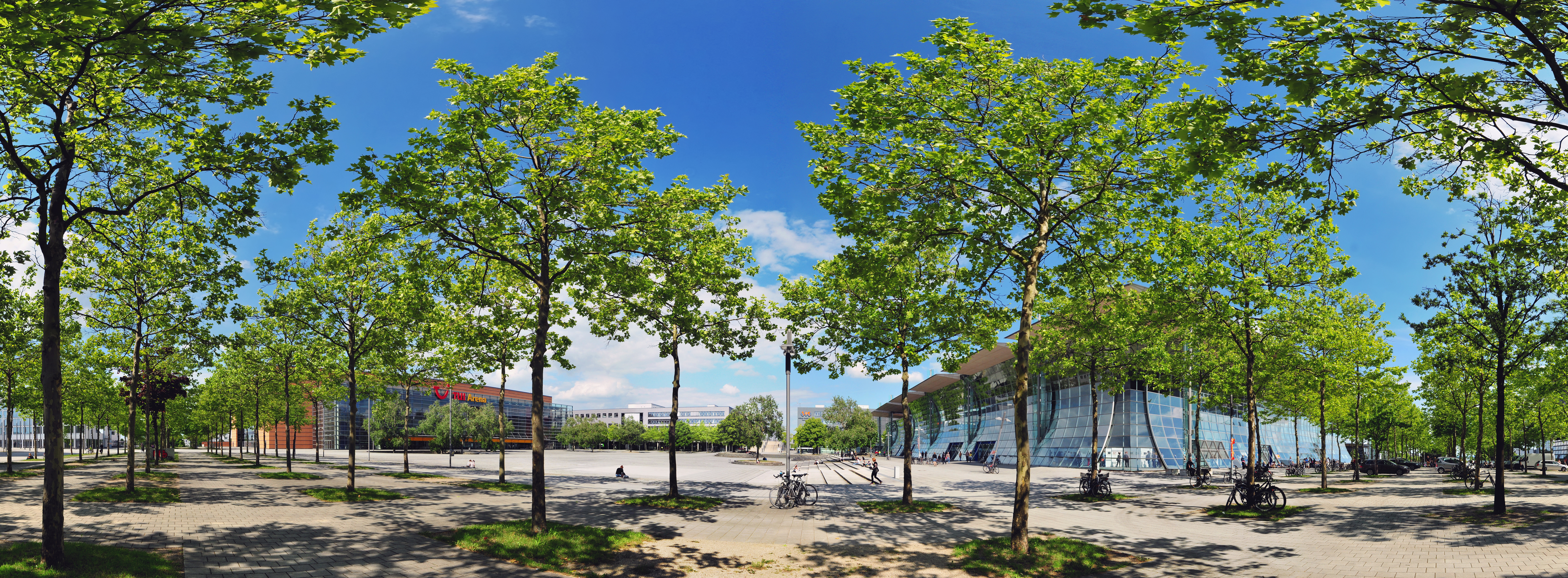
Expo Plaza
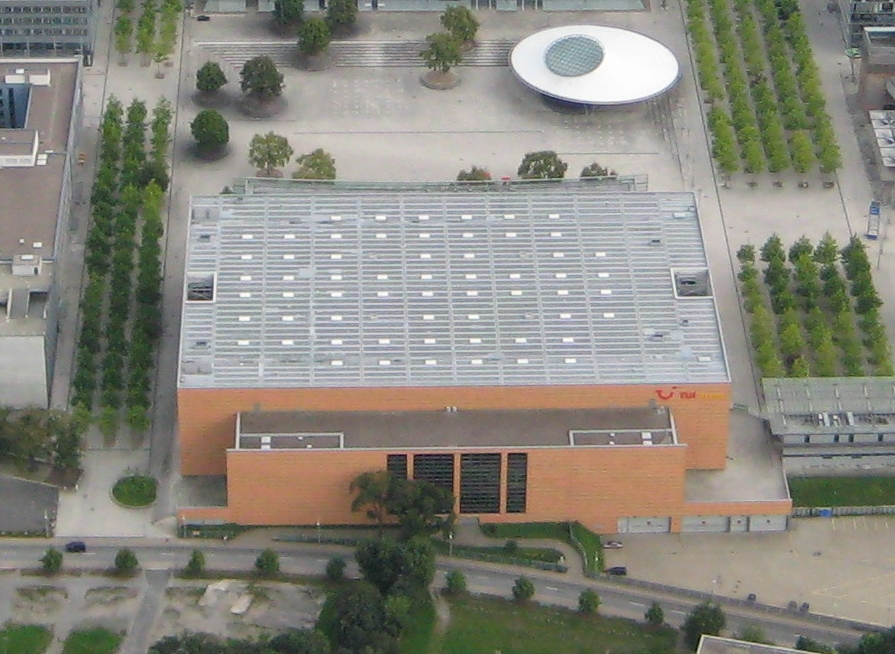
TUI Arena
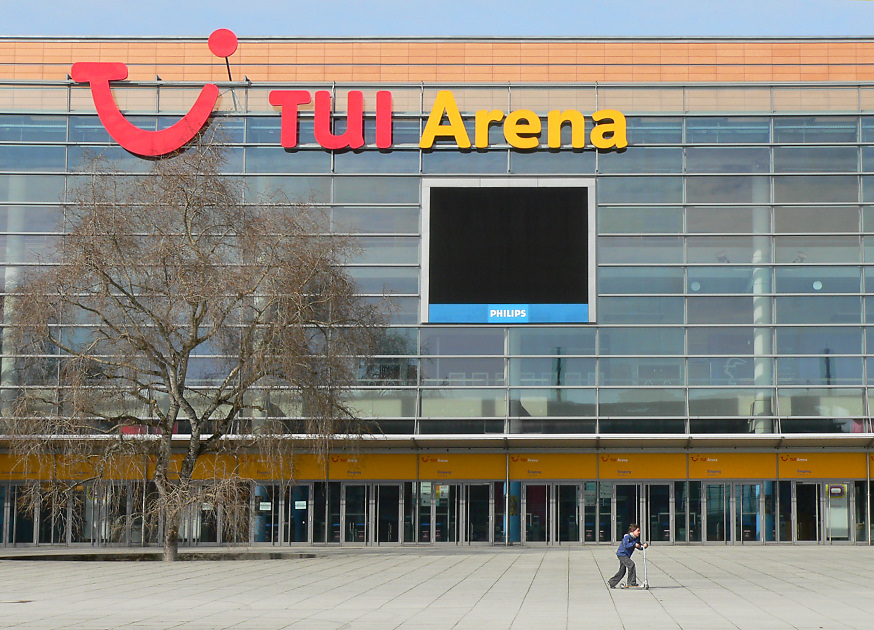
Frontale (2009)
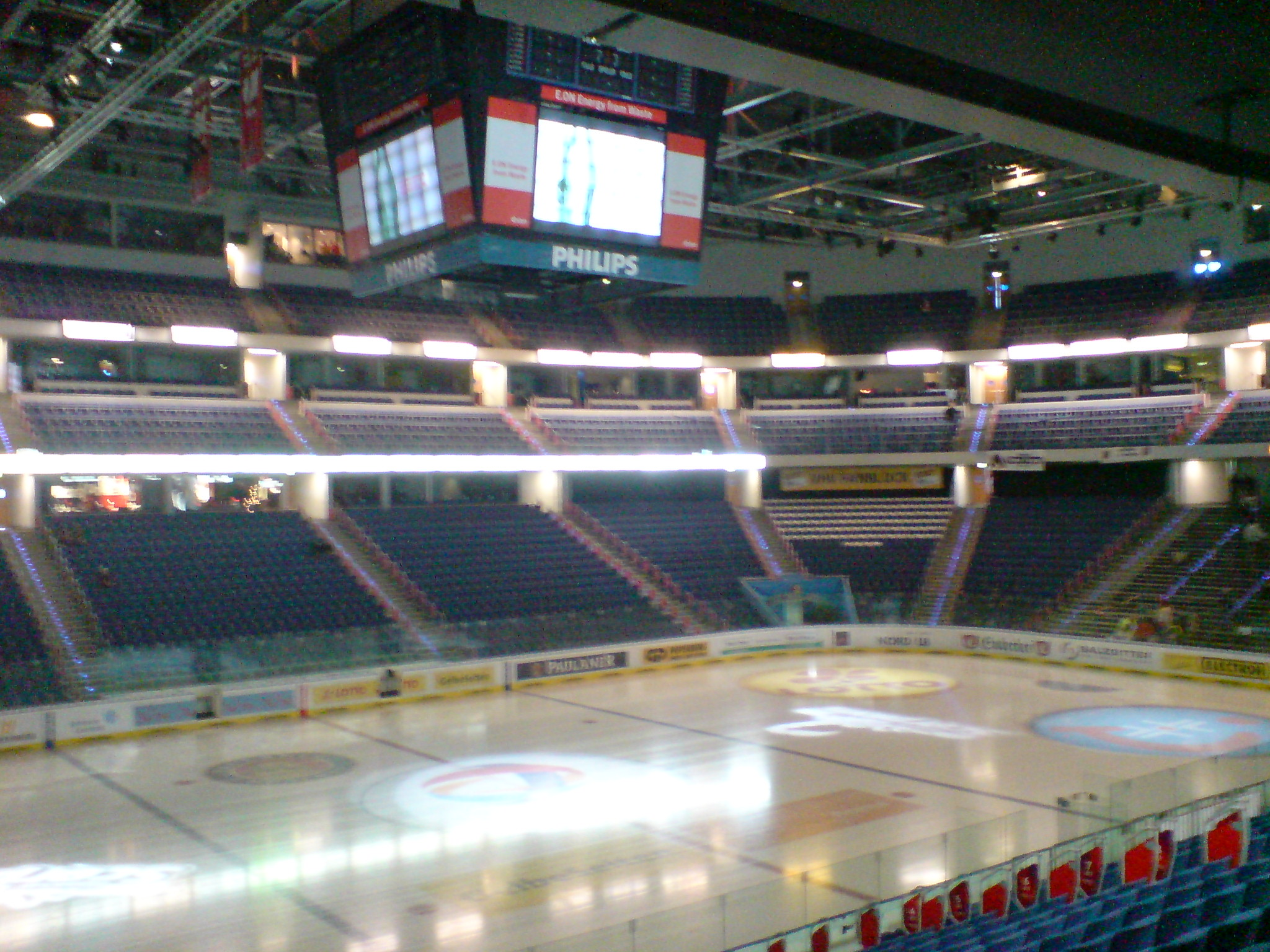
Interieur (2008)